# مراد أولكر
مراد أولكر (بالتركية: Murat Ülker)‏ (من مواليد 1959) هو ملياردير ورجل أعمال تركي، ورئيس مجلس إدارة شركة يلديز القابضة، أكبر شركة للمواد الغذائية في منطقة CEEMEA (وسط وشرق أوروبا، والشرق الأوسط، وأفريقيا). وصاحب شركات جودايفا ، و pladis ، و Sok. 